# Earl Bostic
Earl Bostic (Tulsa, 1913. április 25. – Rochester, 1965. október 28.) amerikai altszaxofonos.

## Pályafutása
Bostic zenészképzésben részesült a Xavier Egyetemen New Orleansban, ahol kitüntetésben részesült zeneelméletből. 
Altszaxofonos, hangszerelő és zeneszerző volt. Élete során a rhythm and blues és a tánczene területei után egyre inkább a dzsessz felé fordult. 1938-ban New Yorkba költözött, ahol dzsesszcombót alapított. Tenorszaxofonon, fuvolán és klarinéton is játszott, de leginkább jellegzetes altszaxofon hangzásáról volt ismert. A Bostic-zenekar romantikus, de egyben lebilincselő hangzása a jazz és a rhythm and blues egyik összetéveszthetetlen hangzása volt, általában Gene Redd (vibrafon), Fletcher Smith (zongora), Margo Gibson (basszusgitár), Charles Walton (dob) és Alan Seltzer (gitár) játszott vele.
Az 1940-es évek elején Lionel Hampton zenekarában játszott. 1945-ben elhagyta Hamptont, és létrehozott egy másik combót, amellyel néhány felvételt készített a Majestic lemezkiadónak. A nagy siker nem valósult meg egészen addig, amíg 1948-ban szerződést nem kötött a New York-i Gotham Recordsszal. Azonnali sikert aratott a „Temptation” című dallal, amely az amerikai R&B listák 10. helyére került.
Az 1950-es években felvételei hosszú ideig tartó slágerek voltak zenegépeken. Sok felvételt rögzített a King Recordsnál, ahol két nagyon sikeres kislemezt adott ki: a „Sleep”-et (hatodik hely az amerikai R&B listán) és 1951-ben a „Flamingót” (1. helyezés − amerikai R&B). Az 1960-as években számos albumot adott ki a King Recordsnál, amelynek zenei stílusa egyre inkább a soul jazz felé hajlott.
1965. október 28-án szívrohamban halt meg, miközben Rochesterben lépett fel.

## Albumok
- Earl Bostic and His Alto Sax, Volume 1, King 295-64 [10" LP] (1953); reissued as 295–76 with 2 extra tracks in 1954
- Earl Bostic and His Alto Sax, Volume 2, King 295-65 [10" LP] (1953); reissued as 295–77 with 2 extra tracks in 1954
- Earl Bostic and His Alto Sax, Volume 3, King 295-66 [10" LP] (1953); reissued as 295–78 with 2 extra tracks in 1954
- Earl Bostic and His Alto Sax, Volume 4, King 295-72 [10" LP] (1953); reissued as 295–79 with 2 extra tracks in 1954
- Earl Bostic Plays The Old Standards, King 295-95 [10" LP]; reissued as 295–103, re-titled Earl Bostic and His Alto Sax, Volume 5; 1955

- 1939: Haven't named it yet, avec Hampton
- 1945: Liza
- 1948: Tiger Rag
- 1950: Seven steps
- 1951: Sleep, Flamingo
- 1952: Steamwhistle jump (Take the A train)
- 1953: Cherokee
- 1956: For You
- 1957: Alto-Tude
- 1957: Dance Time
- 1957: Invitation To Dance
- 1957: Let's Dance With Bostic
- 1958: Bostic Rocks
- 1958: C'Mon And Dance With Earl Bostic
- 1958: Dance Music From The Bostic Workshop
- 1958: Alto Magic in Hi-Fi
- 1959: Earl Bostic and His Alto Sax
- 1959: Earl Bostic Plays Old Standards
- 1959: Ain't Misbehavin'
- 1961: Hit Tunes of Big Broadway Shows
- 1962: By Popular Demand
- 1963: Earl Bostic Plays Bossa Nova
- 1963: Fantastic Fifties
- 1964: Jazz As I Feel It
- 1964: New Sound

## Fordítás
Ez a szócikk részben vagy egészben  az   Earl Bostic című német Wikipédia-szócikk ezen változatának fordításán alapul.  Az eredeti cikk szerkesztőit annak laptörténete sorolja fel. Ez a jelzés csupán a megfogalmazás eredetét és a szerzői jogokat jelzi, nem szolgál a cikkben szereplő információk forrásmegjelöléseként.